# Porto Walter
Porto Walter – miasto i gmina w Brazylii, leży w stanie Acre. Gmina zajmuje powierzchnię 6443,83 km². Według danych szacunkowych w 2016 roku miasto liczyło 11 059 mieszkańców. Położone jest około 500 km na zachód od stolicy stanu, Rio Branco, oraz około 3300 km na zachód od Brasílii, stolicy kraju. Usytuowane jest nad rzeką Juruá. 

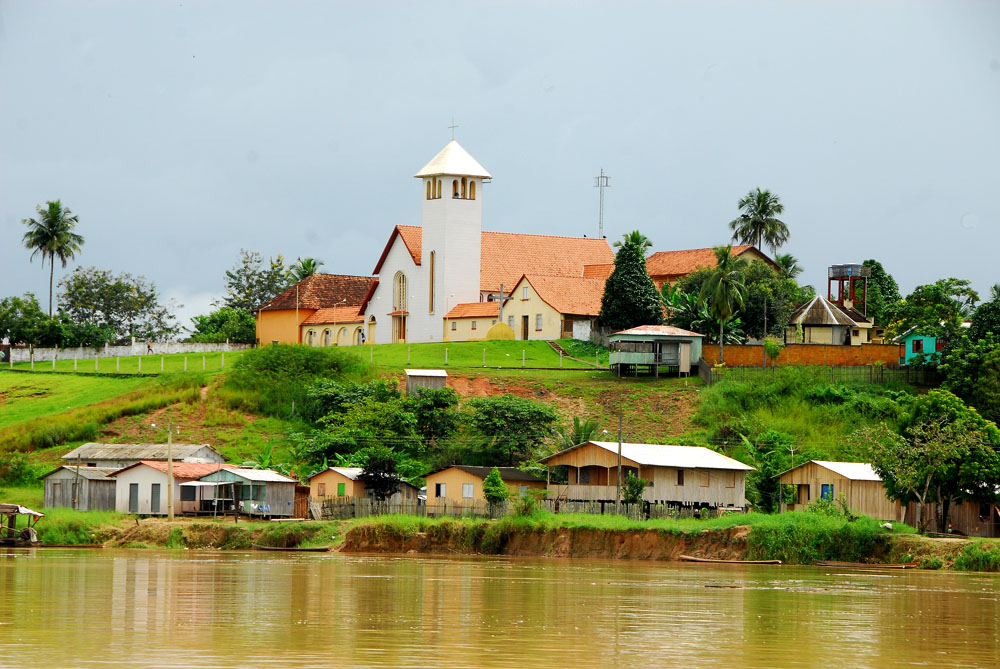
Widok na Porto Walter

Początkowo tereny te zamieszkali Indianie. Pod koniec XIX wieku w regionie pojawili się biali przybywający głównie z kierunku północnego wschodniego w celu eksploatacji kauczuku – głównego produktu gospodarczego regionu. 28 kwietnia 1992 roku miejscowość została podniesiona do rangi gminy. Nowa gmina została utworzona poprzez wyłączenie z terenów gminy Cruzeiro do Sul. 
W 2014 roku wśród mieszkańców gminy PKB per capita wynosił 8829,96 reais brazylijskich.